# Стад Сен-Симфор'єн
«Стад Сен-Симфор'єн» (фр. Stade Saint-Symphorien) — футбольний стадіон у Меці, Франція, домашня арена ФК «Мец».
Стадіон відкритий у 1923 році. У 1998 та 2001 роках був реконструйований. 
Арена розташована у районі Меца «Острів Сен-Симфор'єн», від чого і пішла її назва.